# Родина Адамсів
Родина Адамсів або Сімейка Аддамс (англ. The Addams Family) — група вигаданих персонажів, створена в 1938 році американським художником Чарлзом Аддамсом для коміксів, що публікувалися в газеті Нью-Йоркер. Прізвище персонажам дане на честь творця. Комікси про них виходили до смерті художника в 1988 році.
За жанром, історії про сімейку Аддамс відносяться до чорного гумору, зображуючи інверсію «ідеальної» американської родини 20-го століття через призму сатири. Більшість жартів побудовано на «ненормальних» і часто шокуючих захопленнях родини, члени якої щиро не розуміють, що своєю поведінкою і способом життя вони викликають в оточуючих страх і роздратування. Попри чорний гумор історій, Аддамсів зображують згуртованою і люблячою родиною, яка формально не бажає іншим людям ніякого зла. У цілому ряді історій члени сім'ї демонструють надприродні здібності, що насамперед стосуються їх невразливості до болю та різних небезпечних і смертельних ситуацій.
Починаючи з телевізійного серіалу 1964 року, сім'я Аддамсів складається з Гомеса та Мортісії Аддамс, їхніх дітей Венздей і Паґслі, близьких членів сім'ї дядька Фестера і бабусі, їхнього дворецького Лурча та домашнього восьминога Паґслі — Арістотеля. Річ (раніше безтілесна рука) була представлена в 1954 році, а кузен Гомеса Ітт і домашнє левеня Мортісії Кітті Кет у 1964 році. Пуберт Аддамс, молодший  брат Венздей і Паґслі, був представлений у фільмі 1993 року «Моральні цінності сімейки Адамсів».
У 1964 році на ABC відбулася прем'єра телевізійного серіалу, який тривав два сезони. Згодом це надихнуло на знімання телефільму під назвою «Хелловін із новою сім'єю Аддамсів» і епізодичні ролі в інших серіалах. Непов'язаний анімаційний серіал вийшов у ефір у 1973 році. Франшиза була відроджена у 1990-х роках із серією повнометражних фільмів, що складається з «Сімейки Адамсів» (1991) та «Моральні цінності сімейки Адамсів» (1993). Ці фільми надихнули на створення другого мультсеріалу (1992—1993), дія якого розгортається в тому ж вигаданому всесвіті. Серіал було перезапущено з фільмом 1998 року як серіал у прямому ефірі (1998—1999). 2010 року жива музична адаптація за участю Натана Лейна та Беіі Нойвірт була показана на Бродвеї та була номінована на дві премії Тоні та вісім премій Drama Desk. Серіал знову перезавантажили у 2019 році з анімаційним фільмом «Сімейка Адамсів», та його продовженням у 2021 році.
Франшиза стала частиною популярної культури, призвела до створення серії відеоігор, академічних книг та саундтреків, справила глибокий вплив на американські комікси, кіно та телебачення, і вважається джерелом натхнення для готичної субкультури та її моди.

## Список персонажів
Багата родина Аддамсів проживає в величезному похмурому особняку готичного стилю і включає наступних основних персонажів:
- глава сім'ї — Гомес, ексцентричний мільярдер іспанського походження з пишними вусами. Гімнаст, фехтувальник, курець сигар і пристрасний шанувальник своєї дружини і руйнування іграшкових поїздів;
- його дружина Мортиша (Мортиція, Morticia Addams) — висока худорлява жінка з блідою шкірою в чорній сукні, що зовні нагадує вампіра. Вирощує отруйні рослини у своїй оранжереї та любить свого чоловіка не менше, ніж він її;
- Дочка Венздей, завжди серйозна дівчинка у вбранні, що нагадує шкільну форму, яка схиблена на заподіяння іншим людям болю і страждань і об'єктом «інтересу» якої з точки зору всіляких «жартів» є її брат Паґслі;
- Син Паґслі, зовні добродушний повний хлопчик, жертва садистських «жартів» Венздей, який, проте, після них завжди залишається цілим і неушкодженим;
- Дядько Фестер, старший брат Гомеса, огрядний лисий чоловік з блідою шкірою і запалими очима, одягнений в подобу чернечої ряси, обожнює ігри з динамітом і всілякі садистські розваги, проте всі свої ідеї завжди випробує на собі самому;
- Бабуся (періодично виступає то як мати Гомеса і Фестера, то як мати Мортиші) — чарівниця і ворожка, що виглядає як стереотипна відьма.
- Ларч — дворецький і слуга сім'ї, величезний мовчазний чоловік, образ якого скопійований з Чудовиська Франкенштейна; «коронна» фраза: «Викликали?» (англ. You rang?);
- Річ — загадковий член сім'ї, іноді званий «другом дитинства» Гомеса, має вигляд живої правої кисті руки, що спілкується з іншими мовою жестів. Живе в скриньці;
- Кузен Ітт — родич сім'ї, який є грудкою шерсті зростом трохи вище метра з надітими поверх нього капелюхом і темними окулярами, видає дивні верески замість фраз, що, однак, не заважає членам сім'ї Аддамс, на відміну від інших людей, розуміти його.

Періодично в історіях про Аддамсів з'являються й інші їхні родичі.
За словами самого Чарльза Аддамса, образ особняка Аддамсів був навіяний архітектурою його рідного міста Вестфілд в штаті Нью-Джерсі, де є багато покинутих особняків XIX століття. Імена персонажі отримали тільки після написання сценарію для першого телесеріалу — в початкових газетних історіях, які часто складалися лише з однієї шпальти, їхні образи були нерозвиненими, а характери персонажів відрізнялися від теперішніх: зокрема, Венздей була куди добродушнішою, а Бабуся зображувалася як смішна і трохи дурнувата.
Персонажі сімейки Аддамс стали героями трьох художніх фільмів, кількох теле- і мультсеріалів (перший телесеріал виходив у 1964—1966 роках), мюзикла і відеоігор.

## Персонажі і актори
| Екранізація                              | Гомез Аддамс  | Мортіша Аддамс    | Паґслі Аддамс  | Венздей Аддамс   | Дядько Фестер   | Бабуся        | Ларч            | Річ                       | Кузен Ітт                 |
| ---------------------------------------- | ------------- | ----------------- | -------------- | ---------------- | --------------- | ------------- | --------------- | ------------------------- | ------------------------- |
| Сімейка Адамс (1964—1966)                | Джон Естін    | Керолін Джонс     | Кен Везервакс  | Ліза Лорінг      | Джекі Куган     | Марі Блейк    | Тед Кессіді     | Тед Кессіді \ Джек Фоглін | Фелікс Сілла              |
| Новий Скубі-Ду (1972)                    | Джон Естін    | Керолін Джонс     |                |                  | Джекі Куган     |               | Тед Кессіді     |                           |                           |
| Сімейка Адамс: Веселий будинок (1973)    | Джек Райлі    | Ліз Торрес        | Бутч Патрік    | Ноель Фон Зонн   | Стаббі Кей      |               | Пет МакКормік   |                           | Фелікс Сілла              |
| Сімейка Адамс (1973—1975)                | Ленні Вайнріб | Джанет Волдо      | Джоді Фостер   | Сінді Хендерсон  | Джекі Куган     | Джанет Волдо  | Тед Кессіді     |                           | Джон Стівенсон            |
| Геловін з новою сімейкою Адамс (1977)    | Джон Естін    | Керолін Джонс     | Кен Везервакс  | Ліза Лорінг      | Джекі Куган     | Джейн Роуз    | Тед Кессіді     | Тед Кессіді               | Фелікс Сілла              |
| Родина Аддамсів (1991)                   | Рауль Хулія   | Анжеліка Х'юстон  | Джиммі Воркмен | Крістіна Річчі   | Крістофер Ллойд | Джудіт Малина | Карел Стрьойкен | Крістофер Харт            | Джон Франклін             |
| Сімейка Адамс (1992—1993)                | Джон Естін    | Ненсі Лінар       | Джіні Еліас    | Дебі Деррібері   | Ріп Тейлор      | Керол Ченнінг | Джим Каммінгс   |                           | Пет Фрале                 |
| Моральні цінності сімейки Адамсів (1993) | Рауль Хулія   | Анжеліка Х'юстон  | Джиммі Воркмен | Крістіна Річчі   | Крістофер Ллойд | Керол Кейн    | Карел Стрьойкен | Крістофер Харт            | Джон Франклін             |
| Возз'єднання сімейки Адамсів (1998)      | Тім Каррі     | Деріл Ханна       | Джеррі Мессінг | Ніколь Фьюджер   | Патрік Томас    | Еліс Гостлі   | Карел Стрьойкен | Крістофер Харт            | Філ Фондакаро             |
| Нова сімейка Адамсів (1998—1999)         | Глен Таранто  | Еллі Харві        | Броді Сміт     | Ніколь Фьюджер   | Майкл Робертс   | Бетті Філліпс | Джон ДеСантіс   | Стівен Фокс               | Пол Добсон / Девід Майрей |
| Сімейка Адамсів (мюзикл, 2010)           | Натан Лейн    | Бібі Нойвірт      | Адам Ріглер    | Кріста Родрігес  | Кевін Чемберлін | Джекі Хоффман | Захарій Джеймс  | Фред Інкл                 | Фред Інкл                 |
| Родина Адамсів (2019)                    | Оскар Айзек   | Шарліз Терон      | Фінн Вулфхард  | Хлоя Грейс Морец | Нік Кролл       | Бетт Мідлер   | Конрад Вернон   |                           | Snoop Dogg                |
| Родина Адамсів 2 (2021)                  | Оскар Айзек   | Шарліз Терон      | Джейвон Волтон | Хлоя Грейс Морец | Нік Кролл       | Бетт Мідлер   | Конрад Вернон   |                           | Snoop Dogg                |
| Венздей (телесеріал) (2022)              | Луїс Гузман   | Кетрін Зета-Джонс | Ісаак Ордонез  | Дженна Ортега    | Фред Армісен    | Джоанна Ламлі | Джордж Бурча    | Віктор Доробанту          |                           |

## Історія

### Оригінальні мультфільми The New Yorker (1938—1964)
Чарльз Аддамс починав як карикатурист у The New Yorker з ескізу мийника вікон, який вийшов 6 лютого 1932 року. Перший мультфільм «Сімейка Аддамсів» був опублікований у 1938 році у форматі ґегу з однієї панелі. Чарльз Аддамс став постійним дописувачем The New Yorker і намалював приблизно 1300 карикатур відтоді до своєї смерті в 1988 році. 58 з них будуть присвячені родині Аддамсів, майже всі вони були опубліковані в 1940-х і 1950-х роках.
У 1946 році Аддамс познайомився з письменником-фантастом Реєм Бредбері після того, як намалював ілюстрацію до оповідання Бредбері «Повернення додому» в журналі «Мадемуазель», першої в серії оповідань про родину чудовиськ з Іллінойсу, Елліоттів. Бредбері та Аддамс стали друзями та планували співпрацювати над книгою про повну історію сім'ї Елліоттів, причому Бредбері написав, а Аддамс надав ілюстрації, але це так і не здійснилося. Оповідання Бредбері «Сімейка Елліоттів» увійшли в антологію «З пороху, що повернувся» (2001), зі зв'язною розповіддю, поясненням його роботи з Аддамсом та ілюстрацією Аддамса «Мадемуазель» 1946 року, використаною для обкладинки книги. Попри те, що герої Аддамса були добре відомі на момент їхньої першої зустрічі, в інтерв'ю 2001 року Бредбері стверджує, що Аддамс «пішов своїм шляхом і створив родину Адамсів, а я пішов своїм шляхом і створив свою сім'ю в цій книзі». Окрім The New Yorker, Аддамс також опублікував кілька збірок, найвідомішою з яких є Dear Dead Days: A Family Album у 1959 році. Редактор The New Yorker Вільям Шон запобіг друку будь-яких подальших карикатур на сім'ю Аддамсів після запуску в 1964 році. телевізійна франшиза.

### Телеадаптація та зростання популярності (1964—1977)
Телевізійна адаптація 1964 року принесла серіал набагато ширшій аудиторії та була добре сприйнята. Продюсер Нат Перрін використав «менш злий» підхід до персонажів та історій, ніж Аддамс у мультфільмах, наголошуючи на легших, комедійних елементах. Пізніше Стівен Кокс назвав серіал «більш дивним, ніж моторошним». Популярний серіал, що транслювався на мережі ABC, показав лише два сезони.
Франшиза залишалася в свідомості навіть після завершення серіалу, наприклад, танцювальний рух «Лурч» залишався популярним у 1960-х роках. Телевізійний серіал часто повторювався через телевізійні синдикації впродовж багатьох років після цього, у деяких регіонах продовжував транслюватися аж до 1991 року. За ним була поява кросовера в 1972 році в Скубі-Ду та мультсеріалі 1973 року. У анімаційному втіленні був новий акторський склад, за винятком Фелікса Сілли, який повернувся в ролі кузена Ітта. Одноразовий спеціальний серіал Хеллоуїн із новою родиною Аддамс возз'єднав більшість оригінального акторського складу серіалу 1964 року.

### Серія фільмів
Франшиза була переважно неактивною протягом 1980-х років. Вихід Вільяма Шона на пенсію у 1987 році дозволив ненадовго повернути мультфільми до The New Yorker, хоча сам Чарльз Аддамс помер лише через рік.
На початку 1990-х років режисером Баррі Зонненфельдом було знято два бойовики з новим акторським складом. Попри те, що фільм 1991 року отримав неоднозначні відгуки критиків, він показав досить хороші касові збори. Другий фільм 1993 року, Сімейні цінності Аддамсів, мав зворотний прийом. Його високо оцінили критики, але, неочікувано, він показав погані касові збори та заробив менше половини доходу свого попередника. Це, а також раптова смерть актора Гомеса Рауля Джулії в 1994 році завадили Зонненфельду зняти подальші фільми. Обидва були номіновані на премії «Оскар», «БАФТА» та «Г'юго». За роль Мортіції Анджеліка Г'юстон була двічі номінована на премію «Золотий глобус» як найкраща актриса, а Рауль Джулія (як Гомес), Крістіна Річчі (як Уенсдей), Крістофер Ллойд (як Фестер) і Джоан Кьюсак (як дружина Фестера, Деббі Джеллінскі, у продовженні) отримала кілька номінацій на премію «Сатурн» і премію American Comedy Award за свої ролі. Після хвилі інтересу до франшизи в анімаційному телесеріалі 1992 року Джон Естін знову зіграв роль Гомеса майже через тридцять років після своєї першої появи в цій ролі в 1964 році. Він був номінований на чотири премії «Денна Еммі», включно з Естіном. .
У 1998 році компанією Saban Entertainment був створений фільм прямого перегляду відео, у якому в ролі Лурча знявся Карел Страйкен, який повернувся, хоча в інших випадках він не мав відношення до фільмів Сонненфельда і був дуже погано сприйнятий. Цей фільм був задуманий як пілотний телевізійний серіал канадського виробництва «Нова родина Аддамсів», який транслювався до наступного року. Естін, якому тоді було близько 60 років, повернувся як дідусь Аддамс, а не як Гомес.

### Анімаційне відродження
Кадровий фільм Тіма Бертона було оголошено у 2010 році, але так і не було розроблено. Натомість у 2013 році було анонсовано анімаційний фільм Metro-Goldwyn-Mayer. На відміну від версії Бертона, тут використовуватиметься 3D-комп'ютерна анімація. Зрештою фільм вийшов у прокат у 2019 році, отримавши помірні касові збори. Сиквел, випущений у 2021 році під час пандемії COVID-19, був набагато менш успішним. Перший фільм був сприйнятий глядачами неоднозначно, тоді як другий фільм був сприйнятий глядачами негативно: обидва фільми отримали 45 % і 28 % балів на веб-сайті зібраних рецензій Rotten Tomatoes відповідно.

## Передумови та передісторія
Гомес і Паґслі в захваті. Мортіція навіть у вдачі, приглушена, дотепна, іноді смертельна. Бабуся Фрумп по-дурному добродушна. Венздей — мамина дочка. Тісно згуртована сім'я, справжньою головою якої є Мортісія, хоча кожен з інших є певним характером, за винятком бабусі, якою легко керувати. Багато негараздів, які виникають у них у сім'ї, пов'язані з незрадливим, слабким характером бабусі. Будинок, звичайно, руїна, але ця родина все одно пишається домом, і всі люки в хорошому стані. Гроші не проблема.

— Чарльз Аддамс
Схоже, що ця сім'я є гілкою великого клану Аддамс з родичами в усьому світі. В оригінальному телесеріалі кажуть, що вони пов'язані з «тими єдиними Адамсами», цього факту родина глибоко соромиться. Згідно з кіноверсією, сімейне кредо — Sic gorgiamus allos subjectatos nunc (псевдолат. «Ми радо бенкетуємо тими, хто хоче нас підкорити»). Чарльз Аддамс вперше був натхненний своїм рідним містом Вестфілд, Нью-Джерсі, районом, повним ошатних вікторіанських особняків і архаїчних кладовищ. В оригінальній серії коміксів вони живуть у готичному будинку на Семетрі Рідж. Згідно з телесеріалом, резиденція являє собою похмурий особняк, який примикає до кладовища і болота, розташований в невизначеному американському містечку. У мюзиклі (вперше показаний у Чикаго в 2009 році) будинок знаходиться в Центральному парку. У фільмі 2019 року Аддамси живуть у покинутій притулку на околиці штату Нью-Джерсі, де живе безтілесний мешканець, який вимагає, щоб це майно не турбували.
Хоча більшість гумору походить від того факту, що вони поділяють жахливі інтереси, наприклад, поставити один одного та самих себе на шлях тілесних ушкоджень (жоден із них, здається, не має ефекту), Аддамси не злі. Вони є згуртованою великою родиною. Мортісія — зразкова мати, і вони з Гомесом залишаються пристрасними один до одного; як встановлено в телевізійному серіалі, вона називає його «bubbeleh», на що він відповідає, цілуючи її руки, поведінка, яку Мортісія також може спровокувати, сказавши кілька слів французькою (їх значення не важливі; будь-які слова французькою мовою зроблю). Батьки підтримують своїх дітей (за винятком фільму 2019 року, коли Венздей приходить додому в рожевій сукні). Сім'я дружня і гостинна до відвідувачів; в деяких випадках він готовий пожертвувати великі суми грошей на цілі (телевізійні серіали та фільми), попри жах відвідувачів дивним способом життя Аддамсів. Персонажі були неназвані до появи телевізійної адаптації 1964 року, за винятком Венздей та Мортісії, які були вперше названі для ліцензованої колекції ляльок 1962 року.